# Köpenhamns katolska stift
Köpenhamns katolska stift, omfattande katolska kyrkan i Danmark samt på Färöarna och Grönland, är världens till ytan största romersk-katolska stift. Domkyrka är St Ansgarskyrkan i Köpenhamn.
Stiftet har 35 000 medlemmar (0,6 procent av befolkningen) i 47 församlingar, men man uppskattar att det finns omkring dubbelt så många danska katoliker med invandrarbakgrund som inte sökt medlemskap i stiftet.
Köpenhamns katolska stift samarbetar med sina sex nordiska systerstift inom den nordiska biskopskonferensen.

## Historia
Den romersk-katolska kyrkan i Danmark förbjöds i samband med reformationen men under 1600-talet fick utländska trosbekännare lov att bilda katolska församlingar i Köpenhamn (cirka 1640) och Fredericia (1674).
År 1849 infördes religionsfrihet genom junigrundlagen. Man uppskattar att det då fanns cirka 1 000 katoliker i Danmark, tillhörande det nordiska apostoliska vikariatet, under ledning av biskopen av Osnabrück. 1867 bildades nya församlingar i Odense och Randers och den 7 augusti året därpå utnämndes den romersk-katolska kyrkan i Danmark till apostolisk prefektur. Den uppgraderades 12 mars 1892 till vikariat och 29 april 1953 till biskopsdöme.